# 南炎浮洲志
《南炎浮洲志》（：／）是朝鮮王朝小說家金時習漢文傳奇小說集《金鰲新話》中的第四篇。小說講述慶州朴生夢遊地府南炎浮洲，同閻王討論古今治亂和儒佛教義，體現鬼神說和因果報應思想。